# Vaivre-et-Montoille
Vaivre-et-Montoille è un comune francese di 2 401 abitanti situato nel dipartimento dell'Alta Saona nella regione della Borgogna-Franca Contea.

## Società

### Evoluzione demografica
Abitanti censiti